# Старый Лисец
Ста́рый Лисе́ц (укр. Старий Лисець) — село в Лисецкой поселковой общине Ивано-Франковского района Ивано-Франковской области Украины.
Население по переписи 2001 года составляло 3795 человек. Занимает площадь 25,98 км². Почтовый индекс — 77452. Телефонный код — 03436.